# Freigné
Freigné era una comuna francesa situada en el departamento de Loira Atlántico, de la región de Países del Loira, que el 1 de enero de 2018 pasó a ser una comuna delegada de la comuna nueva de Vallons-de-l'Erdre al fusionarse con las comunas de Bonnœuvre, Maumusson, Saint-Mars-la-Jaille, Saint-Sulpice-des-Landes y Vritz.

## Historia
Hasta el 31 de diciembre de 2017, la comuna de Freigné formó parte de la misma región de Países del Loira, departamento de Maine y Loira, distrito de Segré y cantón de Segré. Con vistas a su prevista fusión con las comunas de Bonnœuvre, Maumusson, Saint-Mars-la-Jaille, Saint-Sulpice-des-Landes y Vritz, que pertenecían al departamento de Loira Atlántico, se creó el decreto n.º 2017-1757, que con fecha de aplicación del 31 de diciembre de 2017, modificaba los límites territoriales de los departamentos de Loira Atlántico y Maine y Loira, pasando la comuna de este modo a formar parte del departamento de Loira Atlántico, distrito de Châteaubriant-Ancenis y cantón de Ancenis.

## Demografía
| Gráfica de evolución demográfica de Freigné entre 1800 y 2015 |
|                                                               |

Los datos demográficos contemplados en este gráfico de la comuna de Freigné se han cogido de 1800 a 1999 de la página francesa EHESS/Cassini, y los demás datos de la página del INSEE.